# Ilhas Estelas
As Ilhas Estelas situam-se no arquipélago das Berlengas, a noroeste da principal ilha do arquipélago, a ilha da Berlenga. Do ponto de vista geológico, são constituídas pelas mesmas rochas que a ilha da Berlenga, ou seja, rochas intrusivas (granitos).
A ilha da Berlenga situa-se a 11 km de Peniche. Tem 1500 m de comprimento e 800 m de largura.
Alguns barcos exploram as suas grutas em busca de lembranças do passado. Lá pratica-se vela, remo e outros desportos náuticos.
Estela (do grego: stele, coluna) é a designação dada em morfologia vegetal à parte central do caule e da raiz das plantas vasculares que contém os tecidos derivados do procâmbio, incluindo os tecidos vasculares (xilema e floema) e os outros tecidos que os acompanham, como o parênquima medular e interfascicular, fibras do esclerênquima e o periciclo. 